# Jaegeria hirta
Jaegeria hirta là một loài thực vật có hoa trong họ Cúc. Loài này được (Lag.) Less. mô tả khoa học đầu tiên năm 1832.